# Choco (jezična porodica)
Chocoan, grana indijanskih plemena i jezika iz sjeverozapadne Kolumbije i susjedne Paname. Postoje razmimoilaženja u mišljenjima o jezičnoj pripadnosti ovih Indijanaca, pa ih se klasificira među plemena Macro-Cariban i Macro-Chibchan. 
Glavni predstavnici su im (Zisa, 1970): Embera ili Choco vlastiti (Baudó, Saija, Citaró ili Rio Sucio, Tadó, Chamí, Chimila ili San Jorge, Sambú, Dabeiba ili Catío) i Noanama, i nadalje Andágueda, Anserma, Antioquia, Arma, Buritica, Caramanta, Carrapa, Cartama, Cauca, Cenú, Cenúfana, Corome, Empera (Ebera Bedea), Epena (Emberá-Saija), Evejico, Funucuna, Mompox, Nutabe (Nutabane), Paparo, Picaro, Pozo, Quimbaya, Runa, Tahami, Tolu, Turbaco, Uruba, Zendagua.

## Jezici
Ouhvaća (6) embera jezika; i individualne jezike anserma [ans], †, Kolumbija; arma [aoh] (Kolumbija), †; caramanta [crf] † (Kolumbija); cauca [cca] † (Kolumbija); runa [rna] † (Kolumbija); woun meu [noa], 6.000 (Panama i Kolumbija)

## Vanjske poveznice
- Choco (14th)
- Choco (15th)